# Frantz Fanon
Frantz Omar Fanon (francês: [fʁɑ̃ts fanɔ̃]; Forte da França, 20 de julho de 1925 — Bethesda, 6 de dezembro de 1961), tambem designado como Franz Fanon ou François Fanon, e posteriormente conhecido como Ibrahim Frantz Fanon, foi um psiquiatra e filósofo político natural das Antilhas francesas (da colônia francesa da Martinica, hoje um departamento ultramarino francês) que exerceu expressiva influência nos estudos pós-coloniais, na teoria crítica e no marxismo. Além de intelectual, Fanon era um radical político, pan-africanista e humanista marxista, preocupado com a psicopatologia da colonização e as consequências humanas, sociais e culturais da descolonização.
Durante o seu trabalho como médico e psiquiatra, Fanon apoiou a Guerra de Independência da Argélia em relação à França e foi membro da Frente de Libertação Nacional da Argélia.
Durante mais de cinco décadas, a vida e obra de Frantz Fanon inspiraram movimentos de libertação nacional e outras organizações políticas radicais na Palestina, Sri Lanka, África do Sul, e Estados Unidos. Ele formulou um modelo para a psicologia comunitária, acreditando que muitos pacientes com problemas de saúde mental se recuperariam se fossem integrados na sua família e comunidade, ao invés de serem institucionalizados. Ajudou também a fundar o campo da psicoterapia institucional enquanto trabalhava em Saint-Alban sob François Tosquelles e Jean Oury. Em What Fanon Said: A Philosophical Introduction To His Life And Thought, Lewis R. Gordon[EN] observou que:
| “ | As contribuições de Fanon para a história das ideias são múltiplas. Ele é influente não só pela originalidade do seu pensamento mas também pela astúcia das suas críticas [...]. [...] Ele desenvolveu uma profunda análise social existencial do racismo anti-negro, o que o levou a identificar condições de racionalidade e razão distorcidas nos discursos contemporâneos sobre o ser humano. | ” |

Fanon publicou numerosos livros, incluindo o Os Condenados da Terra (1961). Este influente trabalho centra-se naquilo que ele acreditava ser o papel necessário da violência dos ativistas na condução de lutas de descolonização.

## Biografia
Visto como o "pai" do nacionalismo africano, suas obras foram inspiradas em mais de quatro décadas de movimentos de libertação anticoloniais. Analisou as consequências psicológicas da colonização, tanto para o colonizador quanto para o colonizado, e o processo de descolonização, considerando seus aspectos sociológicos, filosóficos e psiquiátricos.
Era um dos filhos de Casimir Fanon e Eléanore Médélice. Como seu pai ocupava um cargo médio na administração da Martinica conseguiu ter acesso a boas escolas, inclusive vindo a estudar no único colégio secundário da ilha, o Lycée Schoelcher. No Lycée teve aulas com o poeta, também nascido na Martinica, Aimé Césaire, que influenciaria bastante sua obra. Em 1943 deixa a Martinica e se junta as tropas da França Livre na Segunda Guerra Mundial.
É um dos fundadores do pensamento terceiro-mundista. Ele acusou a semelhança entre o totalitarismo de direita e a ocupação na Argélia.
Fanon esteve na Argélia, então colônia francesa, onde trabalhou como médico psiquiatra no hospital do exército francês. Lá testemunhou as atrocidades da guerra de libertação travada pela Frente de Libertação Nacional contra a dominação colonial francesa. Diante da violência do processo colonial, Fanon se uniu à resistência argelina, participando posteriormente de maneira ativa na política africana pós-colonial.
Em dezembro de 1960, depois de circular por várias partes do continente africano fomentando a necessidade de expandir a guerra de libertação a outros países, no auge de sua atuação política, Fanon inicia a escrita de um livro que problematizaria a relação da revolução argelina com outros povos do Continente. No entanto, para a sua surpresa é diagnosticado com leucemia, e percebe, mediante aos estágios que a medicina se encontra nesta época, que lhe resta pouco tempo de vida.
Inicia, assim, a escrita apressada do que sabidamente seria o seu livro, alterando o curso da escrita de forma a sintetizar seus acúmulos teóricos antes que seu tempo esgote. É neste contexto, que será escrito em questão de meses o famoso Os Condenados da Terra. Enquanto escrevia o livro e revisava os trechos, chegou a voar para Itália a fim de encontrar Jean Paul Sartre e Simone de Beauvoir, para encomendar a Sartre o Prefácio do seu livro.
A influência de Sartre sobre Fanon é bastante conhecida. Fanon o admirava tanto que, em ocasião do memorável encontro entre os dois, no verão de 1961 em Roma, teria dito a Claude Lanzmann: "Eu pagaria vinte mil francos para falar com Sartre da manhã à noite durante quinze dias" (De Beauvoir, 2009, p. 437). Fanon se refere constantemente à obra Reflexões Sobre a Questão Judaica, publicada por Sartre em 1943.
É importante frisar que Sartre e Fanon foram dois intelectuais importantes no processo de descolonização-contribuição referenciada através de textos relacionados ao tema do colonialismo e também no envolvimento manifestado no engajamento político de ambas as partes. Suas contribuições passam pelo estudo das inter-relações que se estabelecem no plano do pensamento e as interconexões que ocorrem através de inúmeras razões, entre elas a existência do colonialismo e suas interconexões.
Fanon, ainda hoje, é um nome central nos estudos culturais, pós-coloniais e afro-americanos, seja nos Estados Unidos, na África ou na Europa. Fala-se muito de estudos fanonianos, devido ao tal volume de estudos que têm a sua obra como objeto de reflexão.

## Obras de Fanon
- Pele Negra, Máscaras Brancas, em pdf  (1952)
- Os condenados da terra. Rio de Janeiro: Civilização Brasileira, 1968. 275p. (Perspectivas do homem. Serie politica;42) (original francês de 1961: Les Damnés de la Terre, nova ed. La Découverte, 2002)
- Em defesa da Revolução Africana (1964)
- Peau noire, masques blancs, 1952, rééd., Le Seuil, col. « Points », 2001
- Œuvres, La Découverte, 2011
- Écrits sur l’aliénation et la liberté, La Découverte, 2015
- Escritos Políticos, Boitempo, 2021

### Obras sobre Fanon
- Jones Manoel e Gabriel Landi Fazzio. Revolução Africana – Uma antologia do pensamento marxista.( 2019, São Paulo: Autonomia Literária)
- Douglas Rodrigues Barros. Lugar de negro, lugar de branco? Esboço para uma crítica à metafísica racial. (2019, São Paulo: Hedra)
- Deivison Mendes Faustino. Frantz Fanon: um revolucionário, particularmente negro (2018, São Paulo: Cíclo Contínuo)
- Deivison Mendes Faustino. "Por que Fanon, por que agora?": Frantz Fanon e os fanonismos no Brasil. -- São Carlos : UFSCar, 2015.260 f.Tese (Doutorado) -- Universidade Federal de São Carlos, 2015. https://www.capes.gov.br/images/stories/download/pct/2016/Mencoes-Honrosas/Sociologia-Deivison-Mendes-Faustino.PDF
- Anthony Alessandrini (ed.), Frantz Fanon: Critical Perspectives (1999, New York: Routledge)
- Stefan Bird-Pollan, Hegel, Freud and Fanon: The Dialectic of Emancipation (2014, Lanham, Maryland: Rowman & Littlefield Publishers Inc.)
- Hussein Abdilahi Bulhan, Frantz Fanon and the Psychology Of Oppression (1985, New York: Plenum Press), ISBN 0-306-41950-5
- David Caute, Frantz Fanon (1970, London: Wm. Collins and Co.)
- Alice Cherki, Frantz Fanon. Portrait (2000, Paris: Éditions du Seuil)
- Patrick Ehlen, Frantz Fanon: A Spiritual Biography (2001, New York: Crossroad 8th Avenue), ISBN 0-8245-2354-7
- Peter Geismar, Fanon (1971, Grove Press)
- Irene Gendzier, Frantz Fanon: A Critical Study (1974, London: Wildwood House), ISBN 0-7045-0002-7
- Nigel C. Gibson (ed.), Rethinking Fanon: The Continuing Dialogue (1999, Amherst, New York: Humanity Books)
- Nigel C. Gibson, Fanon: The Postcolonial Imagination (2003, Oxford: Polity Press)
- Nigel C. Gibson, Fanonian Practices in South Africa (2011, London: Palgrave Macmillan)
- Nigel C. Gibson (ed.), Living Fanon: Interdisciplinary Perspectives (2011, London: Palgrave Macmillan)
- Lewis R. Gordon, Fanon and the Crisis of European Man: An Essay on Philosophy and the Human Sciences (1995, New York: Routledge)
- Lewis Gordon, What Fanon Said (2015, New York, Fordham) ISBN 9780823266081
- Lewis R. Gordon, T. Denean Sharpley-Whiting, & Renee T. White (eds), Fanon: A Critical Reader (1996, Oxford: Blackwell)
- Peter Hudis, Frantz Fanon: Philosopher of the Barricades (2015, London: Pluto Press)
- Christopher J. Lee, Frantz Fanon: Toward a Revolutionary Humanism (2015, Athens, OH: Ohio University Press)
- David Macey, Frantz Fanon: A Biography (2000, New York: Picador Press), ISBN 0-312-27550-1
- David Marriott, Whither Fanon?: Studies in the Blackness of Being (2018, Palo Alto, Stanford UP) ISBN 9780804798709
- Richard C. Onwubanibe, A Critique of Revolutionary Humanism: Frantz Fanon (1983, St. Louis: Warren Green)
- Ato Sekyi-Otu, Fanon's Dialectic of Experience (1996, Cambridge, Massachusetts: Harvard University Press)
- T. Denean Sharpley-Whiting, Frantz Fanon: Conflicts and Feminisms (1998, Lanham, Maryland: Rowman & Littlefield Publishers Inc.)
- Renate Zahar, Frantz Fanon: Colonialism and Alienation (1969, trans. 1974, Monthly Review Press)

### Filmes sobre Fanon
- Deivison Mendes Faustino. Introdução ao pensamento de Fanon documentário, 2016 (Lab. Experimental - Cyber Quilombo):
- Frantz Fanon hier, aujourd'hui, documentário,  Hassane Mezine. 2018
- Isaac Julien, Frantz Fanon: Black Skin White Mask, documentário 1996
- Frantz Fanon, une vie, un combat, une œuvre, documentário 2001
- Concerning Violence: Nine scenes from the Anti-Imperialist Self-Defense, documentário 2014 (Göran Olsson)

### História em quadrinhos sobre Fanon
- Frédéric Ciriez e Romain Lamy, Frantz Fanon, 2020 (Éditions la Découverte), publicado no Brasil em 2023, pela Veneta.[19]